# Museu de Arte de Joinville
O Museu de Arte de Joinville (MAJ) foi criado através da Lei Municipal nº 1.271, de 15 de maio de 1973 por sugestão do artista plástico Antonio Mir, ao então Prefeito de Joinville, Pedro Ivo Campos,  e inaugurado em 3 de setembro de 1976, com o conceito de documentar, estudar e conservar obras de arte, principalmente as produzidas por artistas joinvilenses. É administrado pela Fundação Cultural de Joinville e está localizado na Rua XV de Novembro, número 1400, na cidade de Joinville, Santa Catarina.

## Casarão Doerffel
Instalado na antiga casa do imigrante alemão Ottokar Doerffel, que foi político atuante e criador do primeiro jornal de Joinville, na segunda metade do século XIX. A construção do museu, com mais de 150 anos, é uma das mais antigas da cidade em alvenaria e atrai a atenção dos visitantes devido seus aspectos arquitetônicos.
Historicamente valioso e precioso, seja pela arquitetura ou pelo construtor ilustre, o casarão de Döerffel foi comprado pela Prefeitura nos anos 70. Perante os pedidos da classe artística, o governo municipal o tornou em museu em 1976.
A casa começou a ser construída em 1854 e demorou 10 anos para ser construída. A maioria do material de construção veio da Europa e o projeto inclui detalhes simbólicos maçônicos. O museu é um espaço para exposições temporárias e conta com a Coletiva de Artistas de Joinville, evento realizado desde 1971 para incrementar a arte contemporânea da cidade e promover novos artistas e talentos. No mesmo ano, com a realização da 1ª Coletiva de Artistas de Joinville, as exposições passaram a ser organizadas em um calendário anual. Sucessivamente, o museu virou a principal vitrine e o mais relevante termômetro do movimento artístico da cidade.
Os primeiros anos do museu foram movimentados e dinâmicos. Os artistas fizeram do MAJ o seu ateliê e local de encontro para troca de ideias. Além de exposições, o local recebeu sessões de cinema, debates, apresentações de música, de teatro e dança, lançamento de livros e também desfiles de moda. Críticos também se reuniam com os artistas locais para fazer uma análise de suas obras e convidá-los a expor pelo país. O agitado cenário se fortaleceu com um bar construído no porão do museu.
Desde 2001, também fazem parte do complexo do Museu de Arte de Joinville dois anexos na Cidadela Cultural Antarctica, que funcionam como espaços expositivos.
A movimentação constante das artes visuais de Joinville manteve o museu como local de referência, tanto que a Coletiva de Artistas faz dele sua casa até hoje. O evento significativo aconteceu nos anexos 1 e 2, na Cidadela Cultural, incorporados ao MAJ em 2001. Entretanto, o museu não vive só de exposições. O papel de refúgio, conservação e estudo de obras de arte se exprime nos mais de dois mil volumes da Biblioteca Harry Laus cuja organização teve início na gestão de Amarilis Laurenti, e nas mais de mil peças do acervo.

## Acervo
O acervo do Museu de Arte de Joinville foi iniciado com a transferência das obras do antigo Departamento de Educação e Cultura (hoje Secretaria de Turismo e Cultura de Joinville) e atualmente possui acervo de cerca de 765 obras de arte de diversos artistas reconhecidos na esfera nacional e estadual, como Lygia Clark, Aldemir Martins, Antonio Mir, Carlos Scliar, Emanoel Araújo, Burle Marx, Francisco Rebolo, Flávio de Carvalho, Poty Lazzarotto, Rubens Gerchman, Siron Franco, Renina Katz, Fernando Velloso, Osmar Chromiec, Luiz Carlos Brugnera, Luiz Henrique Schwanke, Rodrigo de Haro, Elke Hering e outros.
O museu mantêm em seu legado uma significativa reserva técnica, com obras de diferentes fases que percorrem do clássico ao contemporâneo. Além disso, o MAJ foi a primeira escola de artes como impulsionadora de novos artistas.
Para tornar as visitas mais interessantes, interativas e repleta de informações, os monitores do Museu de Arte de Joinville (MAJ) estão utilizando tablets como materiais de apoio durante o recepção do público. Os equipamentos são constantemente atualizados com textos e fotos sobre as exposições e seus autores. Também oferecem informações sobre a história do local. Além do material expositivo, os tablets também são usados para o cadastramento dos visitantes, Informações como nome e e-mail, são registrados para manter contato e assegurar o relacionamento daqueles que desejam receber informações sobre a programação do museu.[carece de fontes?]
No dia 2 de setembro de 2017, o Museu de Arte de Joinville foi palco do lançamento e sessão de autógrafos do livro “Olhares”, do pintor, desenhista, gravador e escultor, Sérgio Canfield. Na obra, o autor se apropria de fotos de ilustres fotógrafos como Araki, Helmut Newton, Man Ray e Raobert Mapplehorpe, fazendo intervenções com colagens de penas de pássaros, e criando imagens experimentais e contemporâneas.[carece de fontes?]